# لمصابيح (لمزوضية)
لمصابيح هي إحدى مشيخات المملكة المغربية، تتبع جغرافيا لإقليم شيشاوة وإداريًا للمزوضية. يقدر عدد سكانها بـ 3119 نسمة حسب الإحصاء الرسمي للسكان والسكنى لسنة 2004.